# Веза за једну ноћ
Веза за једну ноћ, ређе секс за једну ноћ или на енглеском one night stand (на српском, дословно: „наступ за једну ноћ”), израз је за интимни однос између двоје партнера чија је карактеристика његова краткотрајност, односно који престаје након што су један или двоје партнера задовољили своје сексуалне потребе. Под тиме се може подразумевати и анонимни секс, али и однос особа који су познаници, пријатељи, колеге с посла и сл. Представља један од облика тзв. необавезног секса, односно промискуитетног животног стила. У многим случајевима до таквих веза долази под утицајем алкохола и дрога, а могу после довести до осећаја кајања, чешће код жена него код мушкараца. 